# Río Ralún
El río del Este o río Ralún es un corto curso natural de agua que nace en las faldas del cerro del Este de la confluencia de dos formativos que desaguan varias lagunas de la zona y desemboca en el seno de Reloncaví.
(No debe ser confundido con el río del Este que desemboca en el río Cochamó.)

## Caudal y régimen
No hay antecedentes fluviométricos sobre su caudal.: 489 

## Historia
Francisco Solano Asta-Buruaga y Cienfuegos escribió en 1899 en su obra póstuma Diccionario Geográfico de la República de Chile sobre la bahía:
Ralún (Bahía de).-—La cabeza superior ó ensenada en que remata á su extremo norte por los 41º 24' Lat. y 72º 20' Lon. el estuario de Reloneaví; dista once kilómetros al mismo norte de la bahía de Cochamó. Afecta una forma casi circular de cerca de tres kilómetros de diámetro y se halla rodeada de sierras selvosas. Por su lado sudoeste interna ligeramente al S. y ofrece un excelente surgidero de bastante capacidad, llamado puerto de Nahuelhuapí, y en cuya orilla brota una fuente mineral sulfurosa cuya temperatura sube de 32º del centígrado. En su fondo boreal desagua el río Petrohue y en el recodo ó vuelta de su playa por el NE. se pierden, á inmediación una de otra, dos corrientes medianas, la primera llamada río de Reloncaví que baja de las alturas montañosas al N. próximas al costado austral de la laguna de Cayutué y la otra con el título de Ralún del Este, que viene de la parte del NE. Tales nombres provienen tal vez ó son inmutaciones de rylon, curso de agua, ó de rylun, sumergirse.